# Фоменко Марія Максимівна
Марі́я Макси́мівна Фоме́нко (1912 , Новомайорське, Маріупольський повіт, Катеринославська губернія, Російська імперія  — невідомо ) — українська радянська діячка, колгоспниця. Депутат Верховної Ради УРСР 1-го скликання.

## Біографія
Народилася 1912 року в бідній селянській родині в селі Новомайорське, тепер Великоновосілківський район, Донецька область, Україна.
З 1930 року — тваринниця, свинарка, конюх колгоспу «Червоний прапор» Старо-Керменчицького району Донбасу. Член ВЛКСМ.
У 1933 році закінчила курси трактористів при Ново-Каракубській машинно-тракторної станції (МТС) Донецької області. З 1933 року працювала трактористкою Ново-Каракубської машинно-тракторної станції по колгоспу «Червоний прапор» Старо-Керменчицького району Донецької області. У 1934 році закінчила курси штурвальних.
Зимою 1934–1935 років навчалася в Саратовській школі комбайнерів. Після закінчення школи працювала комбайнеркою Ново-Каракубської машинно-тракторної станції по колгоспу імені Ворошилова.
З 1935 року — комбайнерка Богоявленської машинно-тракторної станції (МТС) Мар'їнського району Донецької (Сталінської) області.
26 червня 1938 року обрана депутатом Верховної Ради УРСР 1-го скликання по Мар'їнській виборчій окрузі № 259 Сталінської області.
Член ВКП(б) з 1940 року.
Під час німецько-радянської війни перебувала в евакуації. Після повернення в Сталінську область — комбайнерка Богоявленської МТС Мар'їнського району.
З 1945 року — голова виконавчого комітету Новоукраїнської сільської ради Мар'їнського району Сталінської області.

## Нагороди
- орден «Знак Пошани» (13.12.1935)